# Gdybyś tu był
Gdybyś tu był (ang. Wish You Were Here) – australijski film dramatyczny z gatunku thriller z 2012 roku w reżyserii Kierana Darcy-Smitha. Wyprodukowana przez wytwórnię Hopscotch Films.
Premiera filmu miała miejsce 26 kwietnia 2012 roku w Australii.

## Opis fabuły
Steph McKinney (Teresa Palmer) namawia swoją siostrę i jej męża Dave'a (Joel Edgerton) na podróż do Kambodży. Towarzyszy im jej nowy partner, Jeremy King (Antony Starr). Incydent z wakacji zmienia życie czterech osób. Jeremy znika bez śladu. Zaczynają się poszukiwania, w wyniku których na jaw wychodzą niepokojące fakty.

## Produkcja
Zdjęcia do filmu kręcono w Sydney w Australii oraz w Kambodży.

## Obsada
Źródło: Filmweb
- Felicity Price jako Alice Flannery
- Antony Starr jako Jeremy King
- Teresa Palmer jako Steph McKinney
- Joel Edgerton jako Dave Flannery
- Nicholas Cassim jako Jon Canane
- Otto Page jako Max Flannery
- Isabelle Austin-Boyd jako Holly Flannery
- Tina Bursill jako Margie McKinney
- Wayne Blair jako Willis
- Valerie Bader jako Helen King
- Pip Miller jako Jim King

i inni.

## Nagrody i nominacje
Źródło: The Internet Movie Database
| Rok  | Nagroda     | Kategoria                       | Odbiorcy i nominowani | Wynik     |
| ---- | ----------- | ------------------------------- | --------------------- | --------- |
| 2013 | AACTA Award | Najlepszy film                  | Angie Fielder         | Nominacja |
| 2013 | AACTA Award | Najlepszy reżyser               | Kieran Darcy-Smith    | Nominacja |
| 2013 | AACTA Award | Najlepszy scenariusz oryginalny | Kieran Darcy-Smith    | Wygrana   |
| 2013 | AACTA Award | Najlepszy scenariusz oryginalny | Felicity Price        | Wygrana   |
| 2013 | AACTA Award | Najlepsza aktorka               | Felicity Price        | Wygrana   |
| 2013 | AACTA Award | Najlepszy aktor                 | Joel Edgerton         | Nominacja |
| 2013 | AACTA Award | Najlepszy aktor drugoplanowy    | Antony Starr          | Wygrana   |
| 2013 | AACTA Award | Najlepsze zdjęcia               | Jules O'Loughlin      | Nominacja |
| 2013 | AACTA Award | Najlepszy montaż                | Jason Ballantine      | Nominacja |